# Mexican Moon
Mexican Moon è il quinto album in studio del gruppo musicale statunitense Concrete Blonde, pubblicato nel 1993.

## Tracce
Testi e musiche di Johnette Napolitano eccetto dove indicato.
1. Jenny I Read – 5:20
2. Mexican Moon – 5:03
3. Heal It Up – 4:21
4. Jonestown – 6:09
5. Rain (James Mankey, Napolitano, Murphy) – 3:28
6. I Call It Love (Mankey, Napolitano) – 5:17
7. Jesus Forgive Me (For the Things I'm About To Say) – 5:17
8. When You Smile (Steve Wynn) – 4:21
9. Close To Home – 3:32
10. One of a Kind (Napolitano, Texacala Jones) – 3:55
11. End of the Line (Bryan Ferry) – 4:41
12. (Love Is a) Blind Ambition – 6:15
13. Bajo la Lune Mexicana – 5:07